# Olpium pallipes
Olpium pallipes es una especie de arácnido del orden Pseudoscorpionida de la familia Olpiidae.

## Distribución geográfica
Se encuentra en Europa, el norte de África y el oeste de Asia.